# شاه‌توت‌کوب اطلسی
شاه‌توت‌کوب اطلسی (نام علمی: Melanocharis citreola)، گونه‌ای از پرندگان گنجشک‌سان وابسته به خانواده شاه‌توت‌کوبان است. این گونه بومی جنگلهای ابری کوهستانی غرب گینه نو است و نخستین بار در کوه‌های کوماوا شناسایی شد. این تنها دومین گونه‌ای است که در ۸۰ سال گذشته در گینه نو توصیف شده‌است و نخستین گونه بومی از منطقه شناخته‌شده به نام گردن پرنده است. شاه‌توت‌کوب اطلسی ششمین گونه‌ای است که در سرده Melanocharis توصیف شده‌است.